# Kanton Montauban-3
Der Kanton Montauban-3 ist seit 1973 ein französischer Wahlkreis im Arrondissement Montauban, im Département Tarn-et-Garonne und in der Region Okzitanien.
Der Kanton besteht aus dem südlichen Teil der Stadt Montauban mit insgesamt 22.145 Einwohnern (Stand: 2022). Bis zur landesweiten Neuordnung der französischen Kantone im März 2015 gehörten zum Kanton Montauban-3 die zwei Gemeinden Léojac und Montauban. Er besaß vor 2015 einen anderen INSEE-Code als heute, nämlich 8227.